# HD 63454 b
HD 63454 b (بالإنجليزية: HD 63454 b)‏ الذي يرمز له بالرمز HD 63454b، هو كوكب خارج المجموعة الشمسية، في كوكبة الحرباء، يتبع HD 63454 ‏.

## الاكتشاف
اكتشف في 14 فبراير 2005، وكانت طريقة الاكتشاف سرعة شعاعية.